# 和田安雄
和田 安雄（わだ やすお、1942年（昭和17年）3月6日 - 2018年（平成30年）5月9日 ）とは、栃木県芳賀郡益子町の益子焼の陶工である。
益子焼の陶芸家であり陶画家であった合田好道を師とし、韓国の「金海窯」、益子の「合田陶器研究所」と、合田に叱られながらもその半生を共にし、研究所を引き継ぐ形で「和田窯」を開窯し、益子の陶器販売店「陶庫」の自社窯である「道祖土和田窯」に名を残した人物である。

## 生涯

### 生い立ち
1942年（昭和17年）3月6日、長野県の戸隠村の近くの和田家に6人兄弟の末っ子として生まれる。
新卒の若者たちが「金の卵」と呼ばれ、各地方から東京へ向かう就職列車が出ていた時代だった。和田も3人の兄が勤めていたため、何をやろうという目的も無く、東京へ出て働いていた。最初は製本会社に勤めていたが、そのうち運送会社で運転手として働くようになった。栃木県も益子町も、どちらにも縁が無い何の変哲も無い平凡な人生を送るはずだった。

### 益子の「塚本製陶所」の研究生に
二十代半ば頃、築地市場で働いていた宇都宮市出身の友人が出来た。その友人は長男だったため、たびたび宇都宮に帰郷していた。和田はその友人に泊まり掛けで遊びに来いよと誘われた。晴れていれば日光へ行くはずだったとある日のこと。雨が降ったのでその友人が益子町に連れて行ってくれた。当時の益子町は城内の通りに焼き物の店が並んでいた。和田はとある陶器店に数軒入ってみて、しばらく「焼き物」についての雑談に耳を傾けていた。窯元の人たちはまだ商品となる器も出来ていないのに、東京の銀行マンから投機的に注文が来ているという景気の良い話をしていた。その後、1人で何回か益子を訪れ「焼き物」の話を聞いて回った。木の灰と石の粉を混ぜて素焼きの陶器に掛けて窯で焚くと、綺麗な色の釉薬になることなど、「焼き物」について聞くこと全てが新鮮だった。
そして塚本製陶所の研究生になれば、昼間は製陶所の仕事に就き製陶の仕事の基本を覚えて、夜は自由に作業場を使って陶芸の勉強や研究が出来る事を知った。
それからすぐに運送会社を辞めようとしたが、先輩に先に辞められてしまい、和田は辞めるに辞められなくなり先延ばしにして2年間勤めたら先輩が会社に舞い戻ってきたので、二十代後半となってしまったが益子焼の職人になるべく、1970年（昭和45年）、東京の運送会社を辞めて「塚本製陶所」の研究生となった。

### 「生涯の師」と共に韓国へ
そしてそれから更に3年と半年が経った1974年（昭和49年）、韓国の慶尚南道に窯元「金海窯」を立ち上げる事になった、益子焼の陶芸家であり陶画家であった合田好道から「つかもと」に声が掛かった。そして運転免許を持っていた和田に白羽の矢が立った。和田は「勉強になるだろうからいいか」と、合田の助手となり、韓国へと渡ることになった。合田は30歳以上も年上だった。そして和田にとってこれが「生涯の師」との出会いであった。
韓国では常に合田と共に行動した。住む家探しから始まり、工房建築の仕方や現地の職人の探し方、そして作陶の為の原料探しで韓国全土を巡り、粘土がどういう場所にどういう状態で在るのかも知った。韓国に住んだ事があり、韓国に詳しい以上に韓国の物事や韓国の人々に馴染んでいた合田がいなかったらわからないこと知らないこと出来ないことばかりだった。
更に合田と共に韓国の博物館を回り、李朝の陶器を観て歩いた。そして「刷毛目」の器に出会った。轆轤の上で素焼きの陶器を回転させながら、硬い刷毛を用いて白い化粧土を一気に塗る。白色の濃淡のむらの美しさが特徴である刷毛目の器は、後々まで和田の作陶活動の中心となった。
食べ物には困らなかったが給料らしいものは出なかった。それよりも合田は韓国で良い物を作り、そして韓国に骨を埋めるつもりであった。しかし徐々に、韓国の材料と人手で「韓国の良さ」を引き出そうとする合田と、金海窯の経営者であり効率的に収益を上げようと画策する金との間に溝が出来始めた。そして酒の席で和田を怒鳴りつけた金に対して、合田が「私は韓国に御礼返しをするつもりでやってきた。お前（金）の金儲けの為に来たのではない」と叱り飛ばす事件が起こった。それも一つの要因だったのだろう。和田は6年間、韓国の「金海窯」で合田の助手を務めた後、1980年（昭和55年）に合田と共に益子町に戻った。
韓国で結婚し家族を成していた和田は、韓国に残した妻子を日本に呼ぶ資金を作るべく、合田の元を離れて埼玉県の運送会社に1年間勤務した。埼玉からやってきた会社の人の車に乗って益子を出発したときに、運転していた会社の人が驚くほどに、和田は助手席で泣いた。見送った合田が泣いていたかどうかはわからないが、和田は韓国であった合田と一緒に過ごした色んなことが頭に浮かび、涙が浮かび止めども無く泣き続けた。

### 「合田陶器研究所」の日々
翌年の1981年（昭和56年）、和田は合田が主宰となって設立された「合田陶器研究所」に合流し入所。合田と共に作陶活動に入りその主立った所員の一人となり、島岡達三の長男であり陶芸家の修行を積んでいた島岡龍太や、また同じく益子焼の陶芸家となった石川雅一や大塚茂夫と共に合田の薫陶を受けながら研究所を盛り立てた。
合田は90歳を迎える頃には隠退生活に入り作陶活動から手を引き、研究所の所員は和田と、和田が韓国から迎えた妻である鄭敬淑の二人だけとなった。和田と鄭は、生涯独身であった合田を家族の一員のように支え、轆轤は和田が担当し、刷毛目掛けや掻落としの文様付けは妻の敬淑が担当し、主に和田夫妻が作陶活動を行っていた。そして合田は作業場にやってきてはお茶を飲みながら2人の作業を見守り、和田との雑談を楽しんだ。
合田はいつも叱り飛ばし、長い説教を講じる人物だった。そのため研究所に入った研修生も長く続かなかった。研修期間を無事に終えて独立した弟子からも、合田の説教は疎んじられる事が多かった。それは和田に対しても同様であり、横で聞いているのが辛くなるくらいによく叱られていた。しかしそれでも和田は最後まで合田の世話をした。周りの人びとは「和田がいてくれてよかった」と語った。
2000年（平成12年）2月、合田好道は逝去した。そして2002年（平成14年）に研究所は解散した。

### 「道祖土和田窯」
その後、合田好道の足跡を後世に残すべく、そして合田の一番の理解者であった和田安雄の名を後世に残すべく「和田窯」の名称で、研究所を受け継ぐ形で開窯した。そして2007年（平成19年）、陶器販売店「陶庫」の法人組織「有限会社 陶庫」との合併を行い「道祖土和田窯」が設立された。
2018年（平成30年）5月9日 に逝去した。享年76。
現在、和田を慕って弟子となった若い陶工たちが、「陶庫」の自社窯で「職人として」、「道祖土和田窯」で日常生活の中で使う器を作り続けている。

### 陶庫
- ㈲陶庫 ｜益子Webビレッジ － 益子町商工会

### 道祖土和田窯
- 【道祖土和田窯】益子焼 | modern mashiko
- 道祖土和田窯｜益子焼 (@sayado_wadagama) - Instagram